# Эта Лиры
Эта Лиры (η Lyr, η Lyrae) — бело-голубой субгигант в созвездии Лиры. Арабское имя — Аладфар араб. الأظفر‎ — когти парящего орла (вместе с мю Лиры — Алатфар). Этой звезде не должно хватить массы чтобы стать сверхновой, и после извержения большей части вещества в пространство скорее всего она закончит своё существование в качестве массивного белого карлика.
HD 180163 относится к классу спектрально-двойных звезд типа early-B SB1, то есть систем, в которых видны только спектральные линии одной звезды, которые периодически смещаются то в голубую, то в красную сторону.